# هاینریش هوبشمان

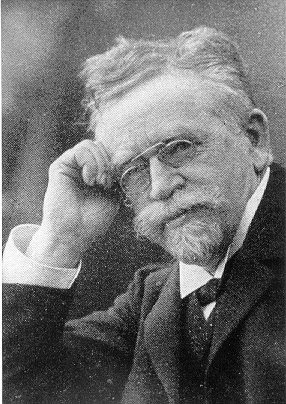
یوهان هاینریش هوبشمان، ایران‌شناس آلمانی

یوهان هاینریش هوبشمان (به آلمانی: Johann Heinrich Hübschmann؛ زادهٔ ۱ ژوئیهٔ ۱۸۴۸ در اِرفورت – درگذشتهٔ ۲۰ ژانویهٔ ۱۹۰۸ در فرایبورگ) لغت‌شناس و ایران‌شناس نامدار آلمانی بود. هوبشمان همچنین متخصص زبان‌های ارمنی و ارمنی باستان بود.
یوهان هاینریش هوبشمان در یِنا، توبینگن، لایپزیگ، و مونیخ در زمینهٔ لغت‌شناسیِ زبان‌های شرقی تحصیل کرد. در ۱۸۷۶، در لایپزیگ، به‌عنوان استاد در رشتهٔ زبان‌های ایرانی به تدریس پرداخت. در ۱۸۷۷ نیز در استراسبورگ به استادیِ لغت‌شناسی تطبیقی رسید.
هوبشمان نخستین دانشمندی بود که ثابت کرد زبان ارمنی جزو زبان‌های ایرانی نیست. او این پیشنهاد علمیِ موفق را در سال ۱۸۷۵ در قالب مقاله‌ای مطرح کرد. پیشتر، گمان می‌شد که ارمنی جزو شاخهٔ زبان‌های ایرانی‌ست؛ زیرا در طول تاریخِ این زبان، شمار قابل‌توجهی از عناصر واژگانیِ ایرانی واردِ ارمنی شده است. هوبشمان ثابت کرد که ارمنی به‌تنهایی زیرشاخه‌ای از زبان‌های هندواروپایی را تشکیل می‌دهد. او با بهره‌گیری از شیوهٔ پژوهش عالمانهٔ تطبیقی، حجم انبوهی از واژه‌های ایرانیِ دخیل در ارمنی را (که اکثر واژگان آن زبان را تشکیل می‌دهد) بازیافت و از واژه‌های غیرایرانیِ موجود در ارمنی متمایز ساخت.

## آثار
- "Über die Stellung des Armenischen im Kreise der indogermanischen Sprachen" (1875)
- Armenische Studien (1883)
- Das indogermanische Vokalsystem (1885)
- Etymologie und Lautlehre der ossetischen Sprache (1887)
- Persische Studien (1895)
- Armenische Grammatik (1895)
- Altarmenische Ortsnamen (1904)